# 로리 펑
로리 펑(영어: Lori Fung CM OBC, 중국어: 馮黎明 펑리밍[*], 1963년 2월 21일~)은 캐나다의 리듬 체조 선수, 지도자이다. 리듬 체조가 처음 공식 종목으로 채택된 올림픽 대회인 1984년 하계 올림픽에서 리듬 체조 개인종합 부문 금메달을 획득했다.

## 경력
1963년 캐나다 브리티시컬럼비아주 밴쿠버의 중국계 가정에서 태어났다. 어렸을 때부터 리듬 체조를 했으며 1976년 불가리아 출신인 릴리아나 디미트로바에게 리듬 체조를 전수받았다.
1981년 처음으로 캐나다 국가대표 선수로 발탁되었고 그 해 10월 서독 뮌헨에서 열린 1981년 세계 선수권 대회에 참가하여 개인종합 30위에 올랐다. 이듬해인 1982년 8월 뉴질랜드 오클랜드에서 열린 1982년 4대륙 선수권 대회에 참가하여 일본의 야마사키 히로코의 뒤를 이어 준우승을 차지했다.
1983년 11월 프랑스 스트라스부르에서 열린 1983년 세계 선수권 대회에서 개인종합 23위에 올랐고 이듬해인 1984년 8월 리듬 체조가 처음으로 공식 종목으로 채택된 1984년 하계 올림픽에 참가했다. 1984년 올림픽은 미국 로스앤젤레스에서 열렸고 우승 후보 선수들이 포진한 소련과 불가리아는 1980년 하계 올림픽에 대한 보이콧의 대응으로 해당 올림픽에 불참했다. 펑은 유고슬라비아의 밀레나 렐린과 스페인의 마르타 칸톤과 함께 공동 3위로 예선을 통과했으며 결선에서 루마니아의 도이나 스터이쿨레스쿠와 서독의 레기나 베버를 꺾으며 초대 올림픽 리듬체조 금메달리스트가 되었다. 이후 같은 해 10월 미국 인디애나폴리스에서 열린 1984년 4대륙 선수권 대회에 참가하여 일본의 히로세 지에코와 중국의 샤옌페이를 누르고 금메달을 획득했다.
1985년 10월에는 스페인 바야돌리드에서 열린 1985년 세계 선수권 대회에서 개인종합 9위에 올랐고 1986년 10월 오스트레일리아 멜버른에서 열린 1986년 4대륙 선수권 대회에서 중국의 샤옌페이와 허샤오민을 누르고 우승을 차지했다. 이듬해인 1987년에는 세계 선수권 대회를 앞두고 맹장염에 걸려 대회를 기권했으며 1988년 4월 자국 캐나다 토론토에서 열린 1988년 4대륙 선수권 대회에서 미국의 미셸 버루비와 일본의 아키야마 에리카를 꺾고 우승하면서 대회 3연속 우승을 달성했다. 이후 대한민국 서울에서 열리는 1988년 하계 올림픽의 참가 준비하다가 맹장염의 여파와 엡스타인-바 바이러스 감염, 건염 증상으로 인해 선수 생활을 마감했다.
펑은 1985년 12월에 브리티시컬럼비아 스포츠 명예의 전당에 헌액되었으며 캐나다 훈장 구성원급 수훈자가 되었다. 1990년에는 브리티시컬럼비아 훈장 수훈자가 되었고 2004년에 캐나다 스포츠 명예의 전당에 헌액되었다. 현역 은퇴 후에는 캐나다 리듬체조 대표팀 코치를 지냈고 현재 밴쿠버 리듬체조 클럽의 지도자로 활동하고 있다.

## 개인사
1996년 딘 메서스트(영어: Dean Methorst)와 결혼했으며 세 자녀를 두었다.